# هونتوريا دي فالديرادوس
بلدية هونتوريا دي فالديرادوس (بالإسبانية: Hontoria de Valdearados)‏, هي إحدى بلديات مقاطعة برغش, التي تقع في منطقة قشتالة وليون, والتي تقع في شمال غرب إسبانيا.
يبلغ عدد سكانها 210 نسمة وفقاً لإحصائية سنة (2002).